# Ellipanthus razanatsimae
Ellipanthus razanatsimae är en tvåhjärtbladig växtart som beskrevs av Randrian. & Lowry. Ellipanthus razanatsimae ingår i släktet Ellipanthus och familjen Connaraceae. Inga underarter finns listade i Catalogue of Life.